# Phyllophaga dubitata
Phyllophaga dubitata är en skalbaggsart som beskrevs av Garcia-vidal 1978. Phyllophaga dubitata ingår i släktet Phyllophaga och familjen Melolonthidae. Inga underarter finns listade i Catalogue of Life.